# Довгоносик сірий бруньковий
Довгоносик сірий бруньковий (Sciaphobus squalidus Gyllenhal, 1834) — жук родини Довгоносиків. Личинка розвивається у ґрунті. поліфаг, шкідник плодових дерев, суниць, смородини, винограду, декоративних культур та лісових дерев і кущів.

## Зовнішній вигляд
Жук має 4,8–6,7 мм завдовжки, вкритий блискучими лусочками. Крила не розвинуті.
Основні ознаки:
- верх і низ тіла вкриті сірими, рожевим або мідно-блискучими лусочками;
- голова за очима не перетягнута;
- вусикові борозенки розташовані по боках головотрубки;
- рукоятка вусиків досягає середини очей;
- вусики й ноги жовто-бурі, булава вусиків темна;
- надкрила яйцеподібні, сильно опуклі ззаду, без щетинок, які стирчать, плечі ледь окреслені;
- кігтики від основи до середини зрослися або щільно стикаються між собою;
- перший членик задніх лапок дещо коротший від другого й третього, узятих разом, стегна, крім задніх, із невеликим зубчиком.

Яйце видовжено-овальне, молочно-біле, 0,45 × 0,8 мм. Личинка 5–6 мм завдовжки, світло-бура, із рядами бугорців та щетинок й шипиків, на першій стадії розвитку вона має три пари довгих грудних щетинок, які допомагають рухатися у ґрунті. Лялечка біла, 5–6 мм завдовжки.

## Поширення
Вид поширений у Південно-Східній Європі — від Балкан до Казахстану. В Україні відомий з Криму та 12 областей, від Півдня до Тернопільщини та Чернігівщини, найчисленніший у Поліссі та Лісостепу.

## Спосіб життя

### Історія вивчення
Першим звернув увагу на біологію брунькового довгоносика в умовах Південної Росії відомий вчений Й. К. Пачоський. У звіті про свою роботу у звіті за 1897—1898 роки на посаді губернського ентомолога Херсонщини він першим дав комасі російську назву «почкового долгоносика». У 1903 році кримський ентомолог С. О. Мокржецький описав шкодочинність жука на винограді. Із вивчення жука пов'язані імена знаних вітчизняних ентомологів — В. П. Поспєлова, І. М. Красильщика, Б. П. Уварова, В. П. Васльєва та І. З. Лівшиця. Професор Є. М. Васильєв досліджував на Смілянській ентомологічній станції життєвий цикл цієї комахи, але розвиток її личинок та лялечок спостерігати не вдалося. Прогалину ліквідував запрошений для цієї роботи київський студент А. В. Знаменський. Він працював на Полтавській сільськогосподарській станції під керівництвом зав. лабораторією М. В. Курдюмова., а згодом став відомим ентомологом.

### Життєвий цикл
Сірий бруньковий довгоносик зимує на стадії імаго і личинок у верхньому шарі ґрунту. Навесні, коли він на глибині зимування прогріється до 10°С, комахи виходять з діапаузи і з'являються на поверхні. У Лісостепу це, звичайно, відбувається в період 3–19 квітня. вихід жуків на поверхню стає масовим. Вони піднімаються по стовбурах дерев і гілках кущів і гризуть набряклі бруньки, а пізніше — бутони й листки. Комахи активні вдень, на ніч ховаються у тріщинах кори, під грудочками ґрунту. Вид є поліфагом, його кормові рослини відносяться до рослин різних родин.
Через 3–4 тижні жуки паруються. Для відкладання яєць самиця обирає затінені ділянки крони. Тут вона згинає листки і поміж його ділянками, які склалися, відкладає порцію яєць (10–40 штук). Період відкладання яєць триває близько 10 днів, після чого імаго гинуть. Розвиток зародка триває близько двох тижнів. Личинка виходить з яйця, падає на землю і заривається в ґрунт на глибину 40–60 см. У серпні-вересні личинки утворюють навколо себе комірку з ущільненими стінками й залягають у діапаузу. Наступного року вони харчуються до серпня, заляльковуються у комірках. Жуки нового покоління виходять з лялечок і у цих комірках зимують. Отже зимуюча популяція складається з личинок і жуків нового покоління, а життєвий цикл виду є дворічним.

## Значення у природі та житті людини
Подібно до інших біологічних видів, довгоносик є невід'ємною ланкою природних екосистем — адже він споживає рослинні тканини і стає здобиччю тварин — хижаків та паразитів. Однак комахи, часом, завдають чималої шкоди, особливо, у плодових садах, ягідниках та виноградниках. Жуки з'їдають бруньки або вигризають у них ямки і молоді листки виявляються пошкодженими. На невеликому саджанці жуки можуть знищити усі бруньки. Щоправда, личинки харчуються дрібними корінцями і не завдають помітної шкоди. Виявивши за допомогою обтрушування гілок, що чисельність жуків надто велика, гілки обробляють інсектицидами. Фахівці вивчають можливість застосовування проти жуків бактеріальних препаратів.